# Сенаторов, Александр Андреевич
Александр Андреевич Сенаторов (18 февраля 1911 — 1987) — советский самбист, борец классического и вольного стилей, чемпион и призёр чемпионатов СССР, Заслуженный мастер спорта СССР (1950), Заслуженный тренер СССР (1957). Отличник физической культуры (1947). Заслуженный работник культуры РСФСР (1974).

## Биография
Увлёкся борьбой в 1932 году. В 1934 году выполнил норматив мастера спорта СССР. Участвовал в девяти чемпионатах СССР.
Окончил ГЦОЛИФК. Тренер сборной команды СССР в 1947—1970 годах.
Судья всесоюзной категории (1950), почётный судья всесоюзной категории (1961).

## Спортивные результаты

### Классическая борьба
- Чемпионат СССР по классической борьбе 1937 — ;
- Чемпионат СССР по классической борьбе 1938 — ;
- Чемпионат СССР по классической борьбе 1939 — ;

### Вольная борьба
- Чемпионат СССР по вольной борьбе 1949 — ;
- Чемпионат СССР по вольной борьбе 1950 — ;

### Самбо
- Чемпионат СССР по самбо 1947 — ;
- Чемпионат СССР по самбо 1948 — ;
- Чемпионат СССР по самбо 1949 — ;

## Награды
- Орден «Знак Почёта» (02.06.1981)
- Медаль «За трудовую доблесть» (27.04.1957) — «за успехи, достигнутые в деле развития массового физкультурного движения в стране, повышения мастерства советских спортсменов, и успешное выступление на международных соревнованиях»